# Orientopus yodoensis
Orientopus yodoensis là một loài nhện trong họ Linyphiidae.
Loài này thuộc chi Orientopus. Orientopus yodoensis được Ryoji Oi miêu tả năm 1960.